# Katangi
Katangi é uma cidade e uma nagar panchayat no distrito de Balaghat, no estado indiano de Madhya Pradesh.

## Geografia
Katangi está localizada a 21° 47′ N, 79° 47′ L. Tem uma altitude média de 442 metros (1450 pés).

## Demografia
Segundo o censo de 2001, Katangi tinha uma população de 14 760 habitantes. Os indivíduos do sexo masculino constituem 50% da população e os do sexo feminino 50%. Katangi tem uma taxa de literacia de 71%, superior à média nacional de 59,5%: a literacia no sexo masculino é de 78% e no sexo feminino é de 64%. Em Katangi, 13% da população está abaixo dos 6 anos de idade.